# Юлия Гурковска
Юлия Григорова Гурковска, по съпруг Папазова (1972 – 1989), е известна българска мореплавателка и общественичка.

## Биография
Родена е в София на 7 юни 1945 година. Дъщеря е на Григор Гурковски – секретар на Българския земеделски народен съюз – Никола Петков, арестуван след 9 септември 1944 г. и прекарал 11 години в лагер за политзатворници.
Завършва Държавната консерватория през 1968 г. От 1969 г. работи като звукорежисьорка в Студията за научнопопулярни филми „Време“ в продължение на 22 години. Омъжва се за Дончо Папазов през есента на 1972 година.
Двамата пресичат Черно море от Варна до Сочи със спасителна лодка в рамките на експедицията „Планктон“. Пак заедно, със спасителна лодка с ветроходно платно, пресичат Тихия океан от Лима, Перу до Сува, Фиджи през 1976 г. Съпрузите поставят двоен световен рекорд – прекарват повече от всички в света на борда на спасителна лодка (191 дни), като преплават най-голямо разстояние (14 000 морски мили).
През 1978 година на двумачтовата яхта „Тивия“ на Българската национална телевизия съпрузите с дъщеря им Яна (на 5 години), телевизионният журналист и пътешественик Симеон Идакиев и колегите му от БНТ Борис Сирийски, Румен Костов, Петър Андонов извършват плаване около Европа (5000 морски мили). С. Идакиев е автор на книгата „С яхта около Европа“ и телевизионните серии, заснети по време на плаването от него и екипа на БНТ.
През 1979 – 1981 г. съпрузите и 7-годишната им дъщеря Яна извършват околосветско плаване на яхта „Тивия“ по маршрута Созопол – Средиземно море – Гибралтар – Панама – Торесов проток – нос Добра надежда – Бразилия – Гибралтар – Созопол, като преплават 42 000 морски мили за 777 дни.
Юлия се развежда с Дончо Папазов през 1990 г.
Член е на Съюза на българските филмови дейци (СБФД).
Участва в дисидентското движение в България като член на Обществения комитет за екологична защита на Русе, на Клуба за гласност и преустройство и на Комитета за национално помирение.
Президентът Желю Желев я назначава за началник на кабинета си (1992 – 1996). След това е член на Управителния съвет и програмен директор на Центъра за либерални стратегии в София (1996 – 2001).
Умира от рак на 4 декември 2001 г.
Центърът за либерални стратегии от 2002 година провежда ежегодни мемориални лекции „Джу“ в памет на Юлия Гурковска. За Юлия Гурковска е документалният филм „Джу или изкуството да живееш“ (2006), реж. Здравко Драгнев, сц. Детелина Барутчиева.

## Отличия
През 1977 г. Юлия Гурковска е удостоена с орден „Народна република България“, I степен.
През 2016 г. с указ на президента Росен Плевнелиев в Антарктика е наименуван залив на нейно име.